# 「331」殉難志士紀念碑
「3．31」殉難志士紀念碑位於重慶市五里店。1992年3月19日列為重慶市第二批市級文物保護單位。